# Johann Theile

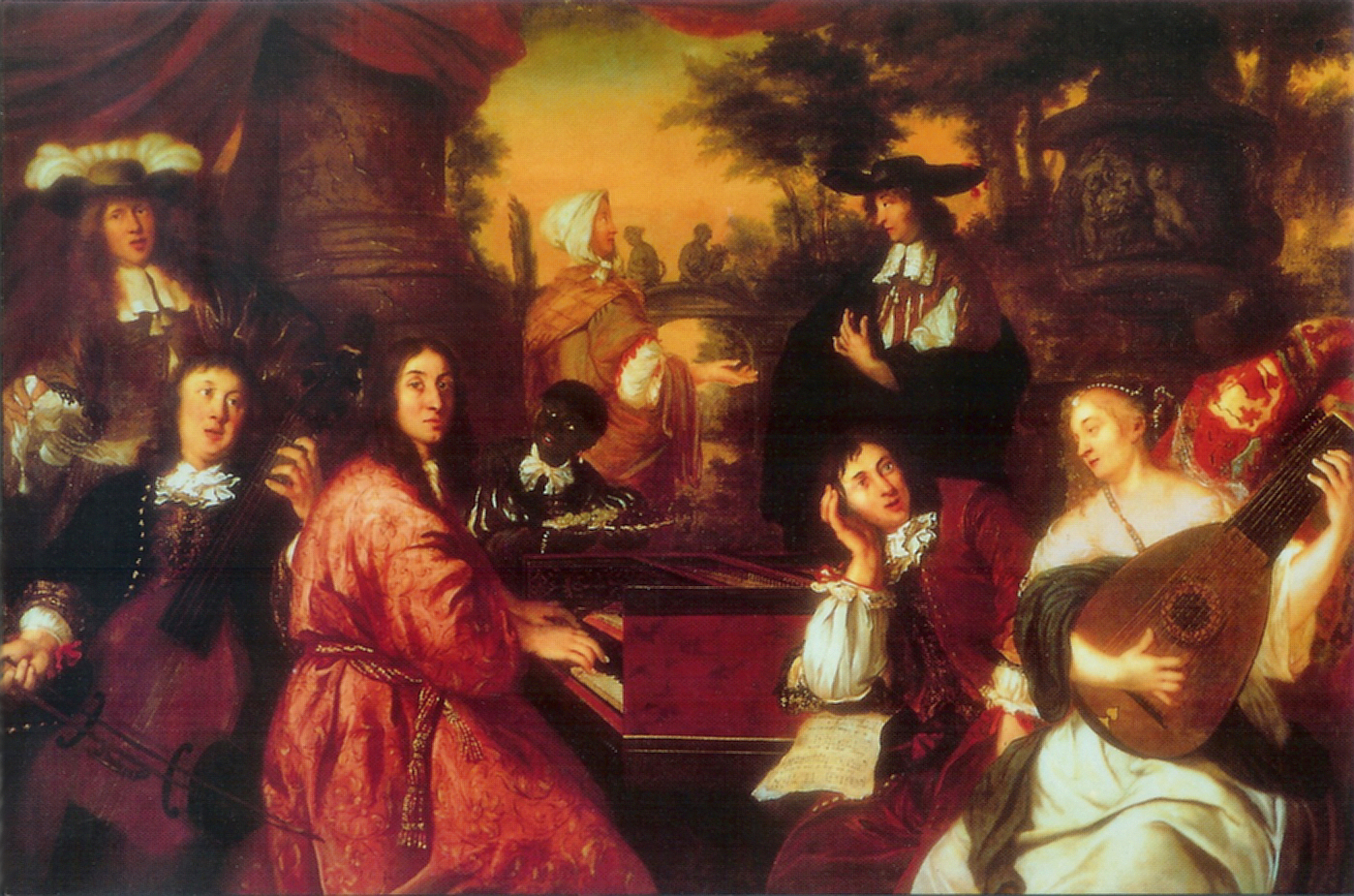
Quadre de Johann Voorhout Häusliche escena musical de 1674, el tocador de viola de l'esquerra és probablement Johann Theile

Johann Theile (Naumburg, 29 de juliol de 1646 - 24 de juny de 1724) fou un compositor i mestre de capella alemany.
Després d'haver fet els seus estudis a l'Escola de la seva ciutat natal, aprengué música amb un tal Scheffier i més tard passà a la Universitat de Halle, però no podent procurar-se allà els mitjans de subsistència es traslladà a Leipzig, on aconseguí trobar feina com a cantor i com a instrumentista. La gran reputació de Schütz, mestre de capella de Weissensfels, el decidí a posar-se en contacte amb ell per estudiar el contrapunt, rebent d'aquest mestre una completa educació musical. Una vegada format, donà lliçons de música a Szczecin.
El 1673 assolí el títol de mestre de capella de la cort de Holstein, però la guerra civil l'obligà a refugiar-se a Hamburg, on va escriure diverses obres. No abandonà per això l'ensenyança, i a la mort de Rosenmüller, mestre de capella de Wolfenbuttel, fou elegit per succeir-lo i el 1685 passà al servei del duc de Merseburg, però havent-lo deixat a la mort d'aquest príncep sense feina es retirà definitivament a la seva ciutat natal.
Les composicions de Theile foren molt estimades en el seu temps i en l'actualitat se'n coneixen només les següents signades per ell:
- Passió alemanya, amb instruments o sense, (Lübeck, 1675);
- El naixement de Jesucrist (oratori executat a Hamburg el 1681, però no imprès.
- Noviter inventum opus musicalis compositionis 4 et 5 vocum, pro pleno choro, rarae nec auditae prius artis ac suavitatis primum, super canticis eclesiae scilicet Kyrie, Patrem, Sanctus, Hosanna, Benedictus, Agnus Dei, secundum harmoniam voci Praenestiniani styli majestaticam simulque regulas fundamentales artis musicae, (Aquesta col·lecció conté 20 misses a i 5 veus.)
- Opus secundum novae sonatae rarissimae arti et suavitatis musicae, partim 2 vocum, cum simplis et duplo inversis fugis; partom 3 vocum, cum simplis, et duplo triplo inversis fugis; partim 4 vocum, cum simplis, duplo et triplo e quadruplo inversis fugis; partim 5 vocum, cum simplis duplo, triplo, quadruplo aliisque varietatis inventionibus et artificiosis syncopationibus, etc., aquesta col·lecció conté sonates, preludis, aires i sarabandes;
- Adam i Eva, òpera representada a Hamburg el 1672. Thiele fou així mateix autor de dos tractats de música.